# تنورة داخلية
التنورة الداخلية أو الغِلالَة (بالإنجليزية: Petticoat)‏ (نقحرة: بيتيكوت) هي تنورة تُلبَس تحت فستان أو تنورة أخرى.

## طالع المزيد
- إعظامة